# Соснівка (місто)
Сосні́вка — місто в Україні, в Шептицькому районі Львівської області. Розташоване біля річки Західний Буг.

## Населення
Населення станом на 1 березня 2025 року — 9000 мешканців.

### Національний склад
Розподіл населення за національністю за даними перепису 2001 року:
| Національність  | Відсоток |
| --------------- | -------- |
| українці        | 91,31%   |
| росіяни         | 7,48%    |
| білоруси        | 0,50%    |
| поляки          | 0,23%    |
| німці           | 0,10%    |
| інші/не вказали | 0,38%    |

### Мова
Розподіл населення за рідною мовою за даними перепису 2001 року:
| Мова            | Чисельність, осіб | Доля   |
| --------------- | ----------------- | ------ |
| Українська      | 10 996            | 92,89% |
| Російська       | 807               | 6,82%  |
| Білоруська      | 17                | 0,14%  |
| Польська        | 3                 | 0,03%  |
| Вірменська      | 2                 | 0,02%  |
| Єврейська       | 1                 | 0,01%  |
| Інші/Не вказали | 12                | 0,09%  |
| Разом           | 11 838            | 100%   |

## Економіка та культура
Основна галузь промисловості — видобуток вугілля.
У місті діють 3 школи:
- ЧНВК № 13. Директор школи Катарина Ірина Михайлівна
- ЧЗШ № 7. Директор школи Мокрій Ірина Ярославівна
- ЧЗШ № 14. Директор школи Щербань Наталія Іванівна

## Історія
Заснована 1955 у зв'язку з будівництвом кам'яновугільних шахт. 29 листопада 1957 року Львівська обласна рада ухвалила перейменувати селище Кірова (селище шахт №№ 5, 8 і 9) на Соснівку з присвоєнням статусу смт.
У 1968 році смт віднесене до категорії міст районного підпорядкування у складі Червоноградської міськради.
У 2019 році передане до Сокальського району.

## Соснівка, як вона є

Братська могила партизанів-наумівців, невідомого радянського льотчика і мирних жителів с. Завонє (1974)

У 1954 році Порицьке шахтно-будівельне управління (ПБУ № 2) побудувало і здало в експлуатацію шахту № 2 в Нововолинську, а в жовтні це управління перевели у Львівську область та доручили будівництво шахт № 5, № 8, № 9, поля яких були розвідані геологорозвідкою. Вся адміністрація, інженерно — технічний персонал та багато працівників переїхали на нове будівництво в селі Волсвині.
Було найнято коменданта з місцевих мешканців (Крук І. В.), який домовився про розселення працівників серед мешканців села. Усіх робітників та ІТР розселили по 4—8 чоловік (сім'ї ж залишились у Нововолинську). Знайшли територію майбутньої шахти і почали будувати тимчасові будівлі та споруди, а також звільняти територію для стовбура шахти від лісу. Того року дуже рано прийшли холоди, тому побудували тимчасову котельню (дерев'яні каркаси закладені цеглою, металева піч), де працювала адміністрація та нарядна. Бригади по черзі заходили на наряд та погрітися. Звичайно виникло питання, де ж буде будуватися житло для робітників. Доріг не було, магазина чи буфета також. Було вирішено відкрити магазин. Продавець трактором й саньми протягом осені — зими завозила продукти з Червонограда (хліб, консерви, іноді ковбасу).
Трест «Укрзахідшахтобуд» був розташований у Володимирі-Волинському. Там обговорювалось питання житла для будівельників та майбутніх працівників шахт. Згодом проблему вивчало міністерство у Донецьку. Туди викликали начальника виробничого відділу, де він отримав план майбутнього міста з відводом земель під будівництво. В січні 1955 року прийшло два ешелони з 72 збірними будиночками на станцію Сілець-Завоне. В цей час працівники шахт № 5 та № 8 складали вже великий колектив. Всіх працівників ІТР направили на розвантаження вагонів. Поблизу залізничної колії просто неба було складено багато куп, призначено сторожів та комірника. Працювали по кілька змін і ніхто не скаржився — це ж все було для робітників.
Через те, що в плані забудови були лиш капітальні будинки, Латинський Костянтин Іванович, зібравши усіх начальників ПБУ № 2 , вирішив ставити ці будинки за межами плану, далі в ліс. З лісництвом погодили відвід землі й здавання вирубаного лісу. Виникло питання організації роботи перевезення й встановлення будинків, вирубки лісу. Липинський Костянтин Іванович, вивчивши питання, призначив начальника будцеху Гіля Василя Олексійовича, а також доручив Сабодашеву Федору Георгійовичу брати якнайактивнішу участь, як людині з досвідом роботи на будівництві.
Гіль В. О. вніс пропозицію наймати на будівництво людей з ближніх сіл, бо своїх працівників було надто мало для такого обсягу робіт. Він отримав дозвіл і повноваження на прийняття працівників. Липинський Костянтин Іванович, Гіль Василь Олексійович, Сабодашев Федір Георгійович та Сафонов Аркадій Михайлович разом із ще декількома працівниками, взявши план забудови та обладнавши колеса машини ланцюгами, вирушили шукати місце будівництва майбутнього міста. З Городиша була дорога до залізниці, а також стежка до станції Сілець Завоне. Дорогою машина застрягла в болоті, тому довелося йти пішки в село, просити трактора, щоб витягнув машину, а також провести нас до тригонометричної вишки, яка була на нашому проекті, виходячи від якої, мало вестися будівництво.
Маркшейдер Сафонов Аркадій Михайлович зняв дані з вишки, провів нівелювання місцевості від вишки до рогу першого будинку, згідно з планом, а потім переніс за допомогою теодоліта на стовп 1,5 метра, який був встановлений як репер, а під ним було закопано пляшку з іменами першопрохідців для нащадків. Крім підписів там була дата і напис: «Тут буде місто закладено». Це було на початку лютого 1955 року. Вишка стояла на тому місці, де зараз Народний Дім. Після цього забили кілок на місце побудови першого будинку. Зараз це будинок за адресою Грушевського, 9. Це був початок нового міста, долю якого, волею випадку, вирішували Гіль Василь Олексійович та Сабодашев Федір Георгійович.
Через декілька днів з Нововолинську прибуло десять вантажних машин для перевезення деталей будинків та інших будматеріалів. Було побудовано з дощок нарядну, поставлено металеву піч. Почали розчищати проїзди для будівництва будинків, рубали ліс, робили мітки будинків й звозили будматеріали. На роботу брали людей з навколишніх сіл. Було 5 бригад працівників по 8 чоловік у кожній. 10 бригад бетонників та теслів по 10—15 чоловік. Харчувались за свій кошт в селах, працівники жили в Боровому та Рекленці. Було важко, весною машини часто застрявали, треба було постійно витягати їх трактором. Потрібно було робити розмітки фундаментів, креслення, усім робочим треба було постійно допомагати, бо професіоналів було мало. Влітку було прислано молодих фахівців Мельниченко Миколу та Воронова Павла, які дещо полегшили роботу. Гіль В. І. захворів, залишив будівництво й повернувся до сім'ї. Раз з місяць потрібно було їздити на нараду на шахту № 5. Рата розлилась настільки, що до шахти приходилось добиратись човном. Від початку працював нормувальник Андрієнко Павло Денисович, який живе у місті. Роботи було дуже багато, збір будинків було закінчено в жовтні 1955 року. Заселили мешканців, виникло питання магазину, будинку культури. Планувалась побудова цегляного гаражу на 5 пожежних машин. Замість нього побудували будинок культури з залом, сценою, будкою для кіно, магазином та бібліотекою. Пізніше це був Будинок піонерів. А для пожежних машин побудували дерев'яний гараж.
Цей колектив не мав повноважень на побудову капітальних будинків, тому цю роботу передали в ПБУ № 8, яке продовжило роботи через рік.
Так, з осені 1955 року почалося існування міста. Спочатку воно носило назву селища шахт 5 — 9, а пізніше селища імені Кірова. Згодом місто отримало назву Соснівка. Хочеться відзначити перших будівничих міста, багато з них живе в Соснівці. Це виконроби Гіль Василь Олексійович та Сободашев Федір Георгійович, майстри Мельниченко Микола та Воронов Павло, нормувальник Андрієнко Павло Денисович, брати Сільчуки, один з яких був бригадиром комплексної бригади, Штибель Катерина — бригадир бригади робітників, а також Мудрик К., Сковрон А., Ґайдучик Г., Буз А., Квасниця А., Ільків П., Луц П., Гайдучик В., Цвіг А.. Головей С., Макарук С., Ващук А., Паращук М., Паращук А., Луцик П., Горо щук М., Шлімович В. Л., Огуркіс Ю. Ю., Сподарик М. П., Пелех О. Г., Ніколаєва Т. М., Жерновий В. П., Курач П. О. Виконавчий комітет Соснівської селищної, а згодом міської Ради очолювали Соколова Г. О., Лашин П. С., Олейников В. Г., Тарасюк М. П., Тунгускова Я. М., Гарвона С. Г., Лонишин В. М.,Савчук П. О., Кунта Ю. С., Харчук І. Т., Дуброва Є. М., сьогодні посаду міського голови обіймаєХарчук Ірина
Зі спогадів Климочка В. С.:
|  | У будівельному управлінні № 2 комбінату «Укрзахідшахтобуд» я почав працювати 23 лютого 1955 року, а в маркшейдерському відділі, цього ж управління, де крім мене, на той час був лише мій безпосередній начальник — з 28 березня 1955 року. Саме удвох з ним в один із травневих днів 1955 року ми і забили перший кілок, віднайшовши згідно з генеральним плану перший репер, на місці теперішнього перехрестя вулиць Грушевського та Шептицького. Фактично разом з нами розпочали роботу будівельні бригади братів (Сергій, Іван, Яків) Сільчуків та Луциків (Петро і Павло). Взагалі, у Соснівці є багато людей, які живуть тут з літа 1955 року — будували перші фінські будинки та заселяли їх: Ф. Сабодашев — зараз пенсіонер, О. Дем'янов — головний механік шахти № 8 «ВМ» та інші. |

Зі спогадів Баглаєвича С. М.:
|  | 15 червня 1958 року я був призначений директором Соснівської семирічної школи Великомостівського району. Через рік вона стала восьмирічною, а в серпні 1961 року, після дев'яти місяців будівельних робіт, Соснівською середньою школою Забузького району (зараз СШ № 7). Ціла епопея зв'язана з будівництвом теперішньої ЧНВК № 13. Більш ніж десять років освоєння Львівсько-волинського вугільного басейну та будівництво і введення в експлуатацію в кінці 50-х — на початку 60-х років шахт № 5,8,9 «ВМ» зумовили необхідність відкриття у Соснівці в другій половині 60-х років ще однієї школи. Школа-Інтернат (зараз СЗШ № 14), яка функціонувала у Соснівці з 1959 року, та одна середня школа були вже не в змозі охопити навчанням всіх соснівських дітей, хоча середня школа й працювала фактично у три зміни. Проте необхідність виділення коштів на будівництво школи доводилося відстоювати у Києві в Раді Міністрів, що я й робив. Нарешті в березні 1968 року її будівництво розпочалося, а у вересні 1969 року діти сіли за парти в новозбудованій школі. |

## Герб і прапор
19 квітня 1994 р. сесія Соснівської міської ради затвердила сучасний герб та хоругву. Герб — у золотому полі білка червоної барви, у чорній главі схрещені два срібні гірничі молоточки, обабіч яких по золотій сосновій шишці. Білка є представником місцевої фауни. Золоті шишки вказують на назву поселення, а чорний колір і гірничі молоточки вказують на вугільну промисловість. Щит обрамований декоративним картушем і увінчаний срібною міською короною з трьома вежками (Автор — А.Гречило.). Хоругва — прямокутне полотнище з співвідношенням сторін 1:1. Верхня частина шириною 3/10 від ширини хоругви — чорного кольору, нижня — 7/10 ширини хоругви — жовтого. У верхній частині — два білих схрещених гірничих молотки, обабіч яких — дві жовті соснові шишки, у нижній — червона білка.

## Відомі особистості
В поселенні народився:
- Демчина Оксана Ігорівна (1976—2018) — українська поетеса.
- Дякунович Сергій Сергійович (1986—2022) — солдат Збройних сил України, учасник російсько-української війни, що загинув у ході російського вторгнення в Україну в 2022 році.

Проживав Малімон Ярослав Григорович (1978-2022) — старший солдат Збройних сил України, учасник російсько-української війни.